# Onchocercidae
Onchocercidae is een familie van rondwormen (nematoden). De Catalogue of Life onderscheidt 2 geslachten. De taxonomy browser onderscheidt er 20.
- Geslacht Acanthocheilonema
- Geslacht Aproctella
- Geslacht Brugia
- Geslacht Cercopithifilaria
- Geslacht Chandlerella
- Geslacht Dipetalonema
- Geslacht Dirofilaria (onder andere hartworm)
- Geslacht Filaria
- Geslacht Foleyella
- Geslacht Litomosa
- Geslacht Litomosoides
- Geslacht Loa
- Geslacht Mansonella
- Geslacht Monanema
- Geslacht Ochoterenella
- Geslacht Onchocerca (onder andere Onchocerca volvulus, veroorzaker van rivierblindheid)
- Geslacht Piratuba
- Geslacht Sarconema
- Geslacht Waltonella
- Geslacht Wuchereria (veroorzaker van filariasis).